# Phagomyia
Phagomyia is een muggengeslacht uit de familie van de steekmuggen (Culicidae).

## Soorten
- P. assamensis (Theobald, 1908)
- P. cacharana (Barraud, 1923)
- P. cogilli (Edwards, 1922)
- P. deccana (Barraud, 1923)
- P. feegradei (Barraud, 1934)
- P. gubernatoris (Giles, 1901)
- P. inquinata (Edwards, 1922)
- P. iwi (Marks, 1955)
- P. khazani (Edwards, 1922)
- P. kiangsiensis (Tung, 1955)
- P. lophoventralis (Theobald, 1910)
- P. melanoptera Giles, 1904
- P. plumifera (King & Hoogstraal, 1946)
- P. prominens (Barraud, 1923)
- P. stevensoni (Barraud, 1923)
- P. watasei (Yamada, 1921)